# 格朗库罗内

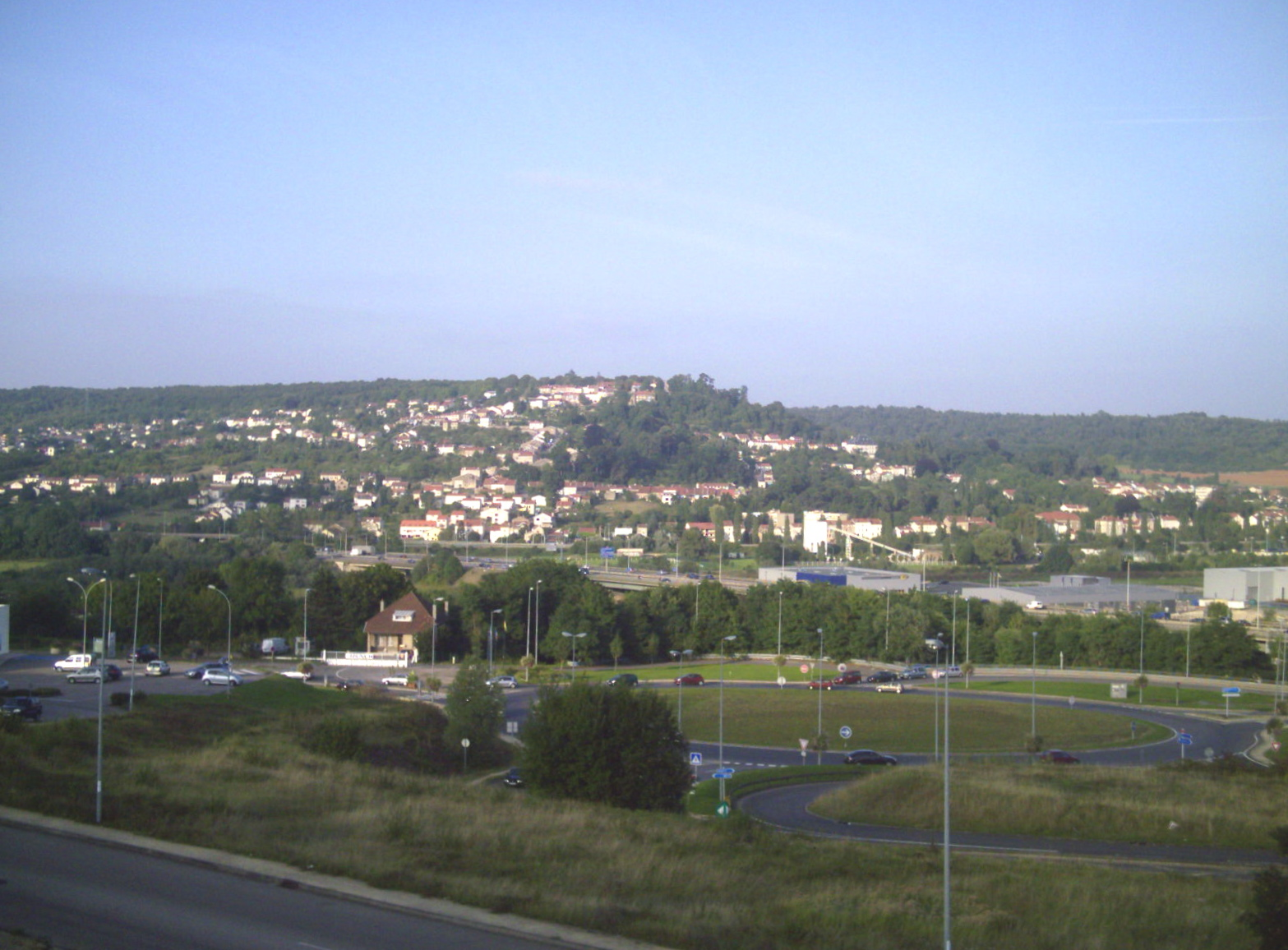
从默尔特河岸望向布克西耶尔欧达姆，背景为格朗库罗内

格朗库罗内（法語：Grand Couronné，法語發音：[ɡʁɑ̃ kuʁɔne]）是法国默尔特-摩泽尔省的外露层高地，位于南锡以北，长约8千米，宽2-3千米，最高点海拔400米。